# R/2004 S2
R/2004 S 2 è la designazione temporanea di un anello osservato attorno a Saturno. Si trova a 138.900 km dal centro del pianeta, tra le orbite di Atlante e Prometeo. L'anello, sottile e difficilmente visibile, è stato scoperto dal gruppo che ispeziona le immagini della  sonda Cassini, annunciandone la scoperta nel 2005.